# Portada/efemèride juliol 7
Nina Hoss
« 6 de juliol · 7 de juliol · 8 de juliol »